# Shinjin Motors

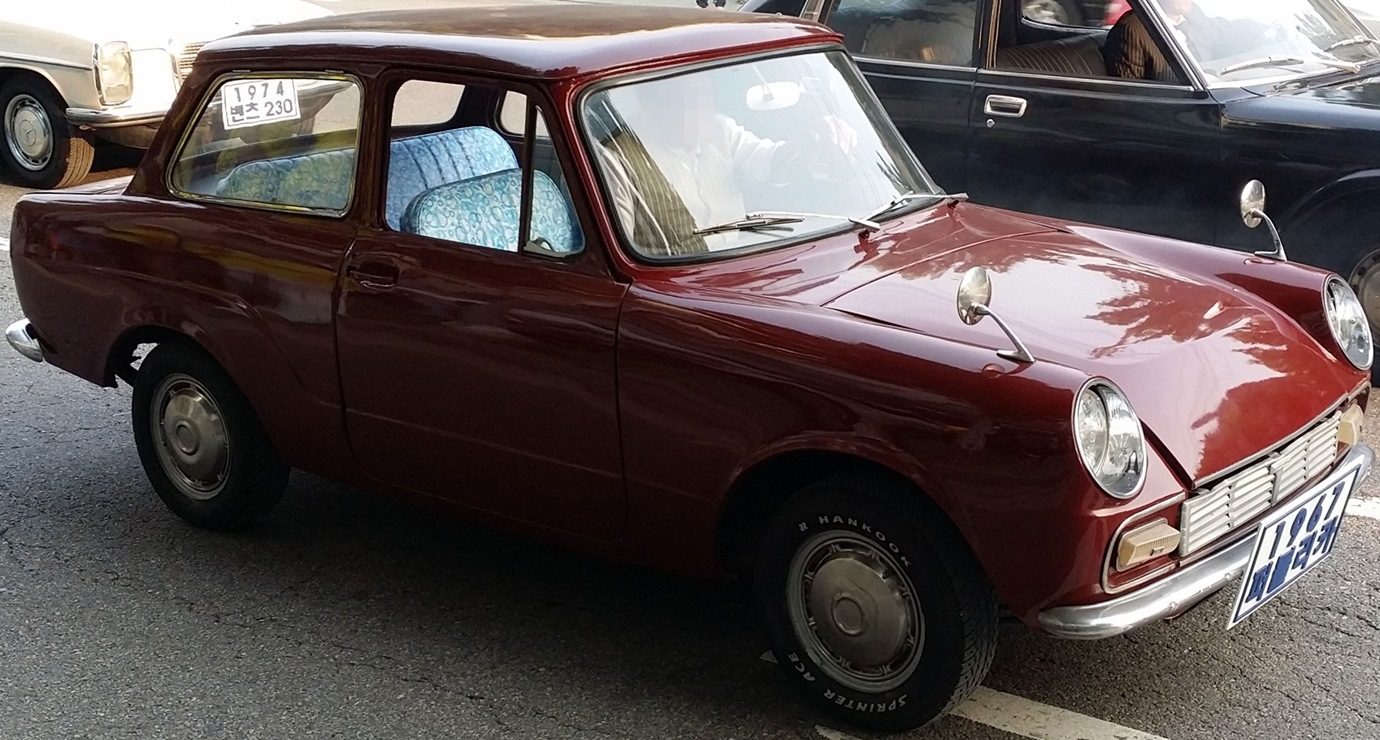
Shinjin Publica

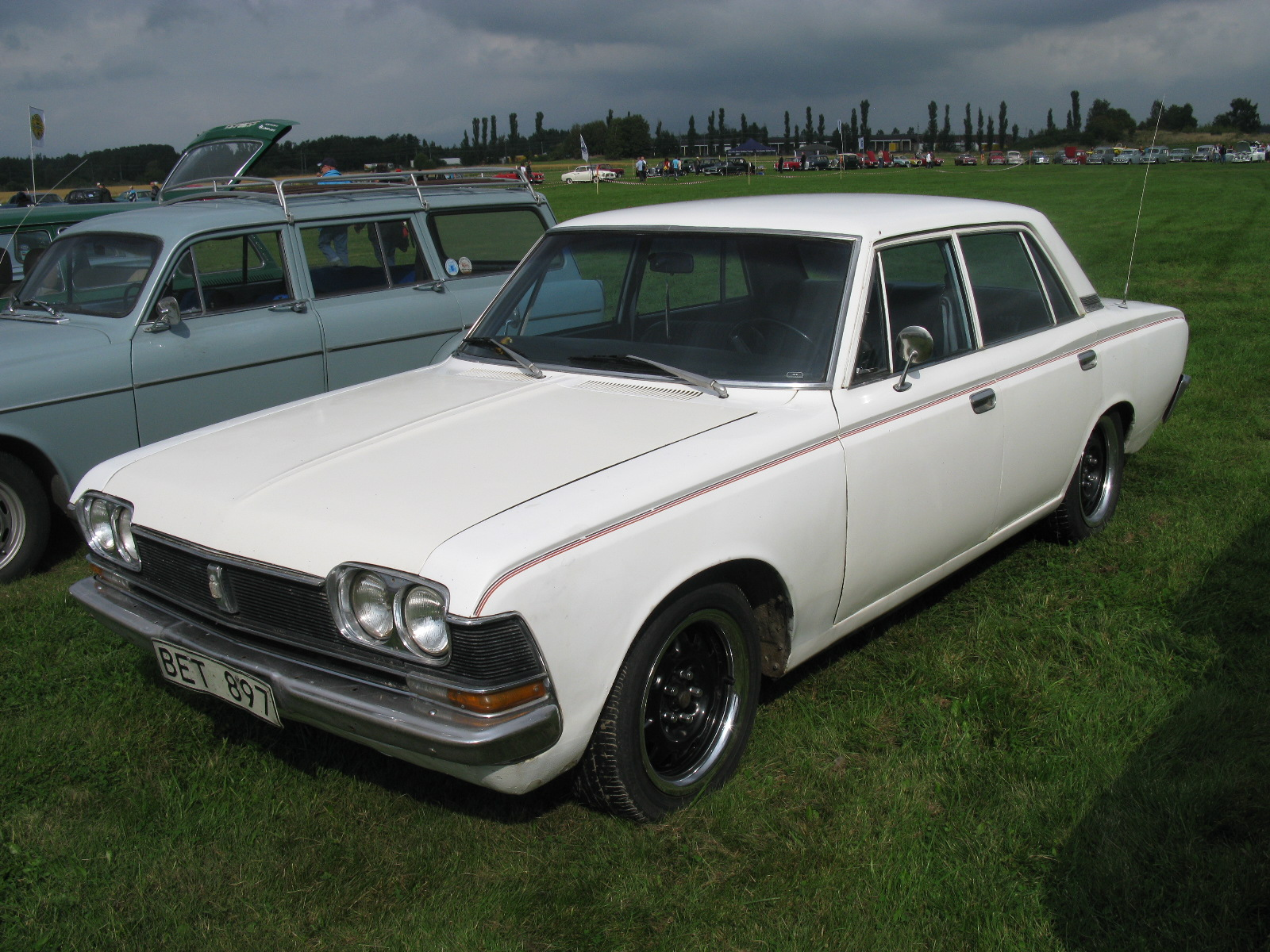
Shinjin Crown

Shinjin Motors – były południowokoreański producent samochodów osobowych i ciężarowych z siedzibą w Inczonie działający w latach 1964–1972.

## Historia
Po likwidacji Saenara Motor Company, prawa do produkcji modelu Bluebird budowanego na licencji Datsuna przejęło nowe przedsiębiorstwo Shinjin Motors pod nową nazwą Shinjin Shinsungho. Jego produkcję kontynuowano do 1966 roku, po czym dotychczasowa współpraca z Nissanem zakończyła się na rzecz nowego porozumienia, jakie Shinjin zawarło z innego japońskiego koncernu motoryzacyjnego, Toyoty.
W kolejnych latach, Shinjin rozpoczął produkcję modeli opartych na licencji nowego partnera, na czele z modelami Corona i Crown. Produkcja licencjonowanych produktów Toyoty w zakładach Shinjina trwała do 1972 roku, po czym japoński producent odsprzedał swoje udziały w południowokoreańskim przedsiębiorstwie do General Motors.
Nowy właściciel Shinjin Motors, General Motors, zdecydował się zmienić nazwę przedsiębiorstwa na GM Korea, wdrażając zupełnie nową gamę produktów zapożyczonych z produkty Opla i Holdena.

## Modele samochodów

### Historyczne
- Shinsungho (1964–1966)
- Crown (1967–1968)
- Publica (1967–1971)
- Corona 1500 (1966–1972)
- New Crown (1971–1972)